# 모어 (영화)
모어(More)는 프랑스에서 제작된 바벳 슈로더 감독의 1969년 드라마 영화이다. 밈지 파머 등이 주연으로 출연하였고 바벳 슈로더 등이 제작에 참여하였다.

## 출연

### 주연
- 밈지 파머
- 클라우스 그런버그

### 조연
- 헤인즈 엔젤만

## 같이 보기
- 누벨 바그
- 1960년대 반문화